# Myripristis jacobus
El candil de piedra o soldado raya-negra es la especie Myripristis jacobus, un pez marino de la familia de los holocéntridos, distribuida por todo el océano Atlántico, el mar Caribe y el Golfo de México. No es pescado, pero tiene un potencial interés pesquero. Otro nombre vernáculo menos usado es candil barreado.
Ocasionalmente es pescado y se puede encontrar en los mercados, pero su consumo no es popular, y tiene un escaso valor comercial. Es inofensivo.

## Anatomía
Cuerpo comprimido lateralmente, con una longitud máxima descrita de 20 cm, aunque se ha descrito una captura de 25 cm.
En la aleta dorsal tiene 11 espinas y 14 radios blandos, mientras que en la aleta anal tiene 4 espinas y 13 o 14 radios blandos, estando los radios blandos de ambas recubiertos de escamas. La espina del preopérculo no es prominente.
El color del cuerpo por encima es rojo, y por debajo rojo pálido a plateado, con una característica mancha en forma de barra de color marrón oscuro entre la parte posterior de la abertura de las branquias hasta la aleta pectoral; las espinas de la alera dorsal tienen marcas rojas y blancas, mientras que los bordes de todas las aletas son blancos.

## Hábitat y biología
Viven en aguas subtropicales poco profundas de la costa, asociados a arrecifes.
Es una especie de hábitos nocturnos, merodean entre los arrecifes de coral y entre los arrecifes rocosos, donde se alimentan fundamentalmente de plancton.